# Кинематограф Австрии
Кинематограф Австрии — отрасль культуры и экономики Австрии, занимающаяся производством и демонстрацией фильмов зрителям.

## История
Первый кинотеатр был открыт в Австрии в 1903 году.
В 1908 году режиссёр Хайнц Ханус снял первый короткометражный художественный фильм «От ступени к ступени» (Von Stufe zu Stufe). 
Ещё до этого, с 1906 года, на экраны выходят хроникальные фильмы режиссёров Антона Кольма и Якоба Флека. Эти же режиссёры в 1912 году создают фирму «Винер кунстфильм». Фирма начинает выпуск экранизаций немецких и австрийских писателей, в частности, выходит картина «Мюллер и его ребёнок» по мотивам произведения Эрнста Раупаха.
Начало 1920-х годов явилось годами бурного развития австрийской кинематографии. В эти годы сняты кинофильма «Принц и нищий» (1920) и «Самсон и Далила» (1923) режиссёра Александра Корды, «Содом и Гоморра» (1922) и «Королева рабов» (Die Sklavenkönigin, 1924) режиссёра Майкла Кертица, «Руки Орлака» (1924) режиссёра Роберта Вине и другие. 
С появлением в кино звука начинается производство музыкальных фильмов, среди которых «Большая любовь» (1932, режиссёр О. Преминджер), «Песнь моя, лети с мольбою…» о Ф. Шуберте (1933, режиссёр В. Форст).
Развитие национального кинематографа было прервано аншлюсом Австрии в 1938 году. Но после Второй мировой войны кинопроизводство возрождается.
Период между 1945 и 1970 годами был эпохой музыкальных комедий, ставших популярными уже в 1930-е годы, и сентиментальных фильмов о сельской жизни. 
В 1950-е годы действие многих комедий происходит во времена Австро-Венгерской империи, поскольку этот период ассоциируется с роскошью, элегантностью, романтикой и представлением об Австрии как о большой, могущественной и мирной. Этим объясняется популярность фильмов с Роми Шнайдер в роли императрицы Елизаветы, которые имели успех не только внутри страны, но и за рубежом. Помимо Шнайдер, другими австрийскими кинозвездами 1950-60-х годов были Петер Александер, Аттила Хёрбигер, Магда Шнайдер, Вольф Альбах-Ретти и Ганс Мозер. Режиссер Франц Антель стал извесен благодаря своим популярным комедиям.